# Johann Conrad Reiß
Johann Conrad Reiß (* 1. September 1701 in Reichenbach; † 12. Juli 1735) war ein deutscher Lehrer und evangelischer Geistlicher.

## Leben
Johann Conrad Reiß war der Sohn des Reichenbacher Predigers Philipp Nikolaus Reiß, der 1704 nach Sickenhofen als Nachfolger seines verstorbenen Vaters berufen wurde, und dessen Frau Marie Margarethe, einer geborenen Crusin.
Seit 1799 wurde Reiß in Gelnhausen vorgebildet. 1717 wechselte er an ein Gymnasium in Wolfenbüttel. Weitere vier Jahre später bezog er die Universität Jena. Nach dem Studium fungierte er in Hanau und Hildburghausen als Hauslehrer. 1726 besuchte er die Universität Leipzig. Im folgenden Jahr wurde er als Hofmeister am russisch-kaiserlichen Hof eingesetzt. Dies ermöglichte ihm 1729 eine Stelle als Nachmittagsprediger und Rektor an der Schule der evangelisch-lutherischen Gemeinde zu Moskau. Von dort wurde er 1731 nach Gießen berufen. Später wurde er auch dritter Stadtpfarrer zu Darmstadt.
33-jährig starb Reiß.

## Familie
Am 26. Februar 1732 ehelichte Reiß Charlotte Sybille, geborene Keubelin. Der Ehe entstammte ein Sohn, der bereits früh verstarb, sowie eine Tochter, die den evangelischen Theologen Johann Friedrich Daniel Olff (1725–1780) ehelichte.